# Рушовата пещера
Рушовата пещера (Рушова дупка, Дупките или Градешнишка пещера) е пещера до село Градежница, Тетевенска община, Ловешка област, край Градешнишката река. Близо е и до село Глогово.
Образувана е в титонски (горноюрски) варовици. Дължината ѝ е 908 м. Двуетажна, водна, сложна по структура и труднопроходима пещера. Богата е на сталактити, сталагмити, сталактони, езерца, синтрови каскади и др. Животни – прилепи, мокрици, паячета и др. Температурата на въздуха е 12,5 °C.
Пещерата е известна отдавна, през 1948 г. съобщават за нея на Петър Трантеев и през следващите години той я картира. През 1959 г. Таню Мичев прави опит да премине сифона, но за съжаление след три метра завършва със стеснение.
Има два входа (оттук името Дупките), но горният е труднодостъпен. От входа на пещерата се слиза по полуосветения под, покрит с влажни ръбати варовити блокове. Още от входа, вляво ясно се чува шум от подземна река. Водите на реката идват от крайния сифон и са с дебит около 30 – 40 литра в секунда. Първото препятствие по пътя е малка площадка с височина около 2 метра. След това се разкрива широкият криволичещ тунел на пещерата. Пътят по него води срещу течението на реката навътре в недрата на планината. На места реката е дълбока 1 – 2 м, широка колкото целия тунел, трябва да се прекосява няколко пъти с търсене на по-плитки места, да се преодоляват трудни скални тераси, хлъзгави стръмни склонове, отвесни влажни стени, водопад и т.н. В пещерата могат да се видят много чудни скални форми, които се отразяват в спокойните води на реката. Във водата могат да се видят и малки рибки, който бавно плуват в нея.
Обявена е за природна забележителност със заповед № 2810 от 10.10.1962 г. с площ 1 хектар (ДВ бр. 56/1963).